# 六溴合锇(IV)酸铵
六溴合锇(IV)酸铵是一种配位化合物，化学式为(NH4)2OsBr6，它是立方晶体，晶胞参数a=8.94 Å。它可以四氧化锇、氢溴酸和溴化铵为原料来制备：
{\displaystyle {\ce {OsO4 + 10 HBr -> H2[OsBr6] + 2 Br2 + 4 H2O}}}
{\displaystyle {\ce {H2[OsBr6] + 2 NH4Br -> (NH4)2[OsBr6] + 2 HBr}}}
六溴合锇(IV)酸铵可以在异腈tBuNC的存在下被钠汞齐在四氢呋喃还原为trans-OsBr2(CNBut)4。它在氢溴酸酸化的乙醇中和Ph2RAs回流反应，可以得到Os(III)的配合物OsBr3(Ph2RAs)3（R为烷基）。它和[M(NH3)4]Cl2反应，可以得到[M(NH3)4][OsBr6]（M=Pd, Pt）。